# 大原学園美空高等学校
大原学園美空高等学校（おおはらがくえんみそらこうとうがっこう）は、東京都千代田区に所在する通信制課程の私立高等学校。設置者は学校法人大原学園。
サポート校の「大原高等学院」を前身とし（2009年3月まで）、2024年3月までの旧名は「大原学園高等学校」だった。

## 概要
全日型通信制課程の高等学校で、土曜コースを設置している。

## 設置コース
- 通信制･単位制課程 普通科

## 沿革
- 2009年4月 - それまでサポート校だった大原高等学院を高等学校化し、場所も移して新たに大原学園高等学校として開校。
- 2024年4月 - 大原学園美空高等学校に校名変更。
- 2025年4月 - 東京都町田市森野に町田キャンパスを開校[1]。

## 交通
東京水道橋本校
- 東日本旅客鉄道（JR東日本）中央・総武線（各駅停車）水道橋駅 徒歩6分
- 都営地下鉄三田線・新宿線・東京メトロ半蔵門線 神保町駅 徒歩5分

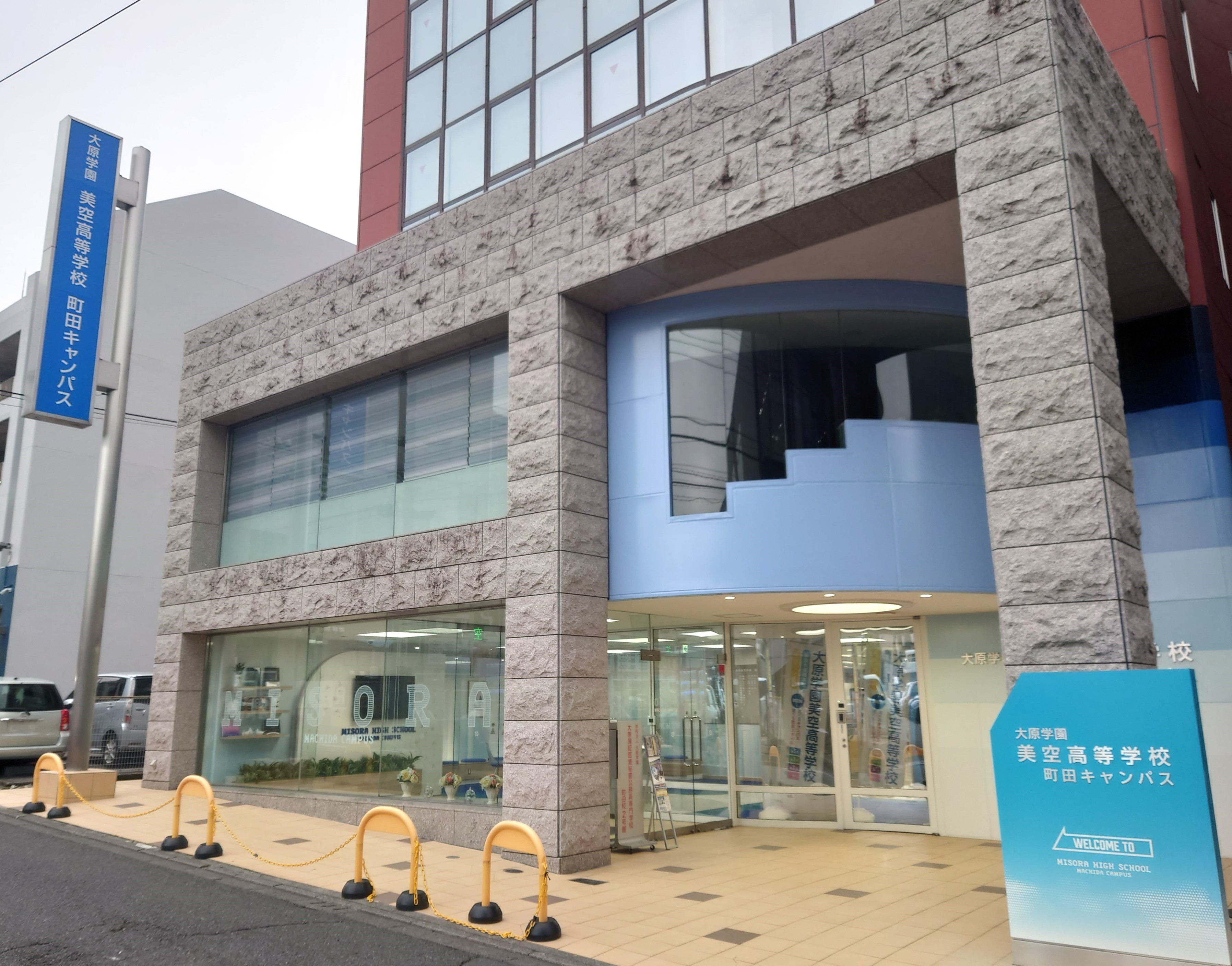
町田キャンパス
- 小田急電鉄小田原線 町田駅西口 徒歩3分
- 東日本旅客鉄道（JR東日本）横浜線 町田駅中央口 徒歩5分

## 著名な卒業生
- 平慶翔 - 東京都議会議員[4]
- 中川翔子 - タレント・女優・歌手
- 平野美宇 - 卓球選手
- 江村美咲 - フェンシングのサーブル選手